# Росляков, Андрей Вячеславович
Андрей Вячеславович Росляков (укр. Андрій Вячеславович Росляков; 25 января 1969, Орёл, СССР) — советский, российский и украинский футболист, полузащитник.

## Клубная карьера
Андрей Росляков родился в Орле и является воспитанником местной ДЮСШ. В 1987 году он дебютировал в команде мастеров из своего родного города «Спартак», игравшей во Второй лиге СССР. После двухлетнего перерыва на службу в Вооруженных силах СССР Росляков вернулся в «Спартак», в котором играл до конца сезона 1992 года, ставший дебютным для команды уже во второй лиге России. В начале 1993 года футболист получил приглашение от команды высшей украинской лиги «Таврия» из Симферополя. В составе «Таврии» Росляков играл в течение двух с половиной лет, в течение которых он провёл 80 матчей в чемпионате, стал вместе с командой финалистом розыгрыша Кубка Украины сезона 1993/1994 годов, впрочем, в самом финале участия не принимал. Сезон 1995/1996 года Андрей Росляков начал в «Таврии», однако уже через месяц после начала первенства перешел в немецкий клуб из третьего дивизиона «Рот-Вайсс» из Эрфурта, в котором играл в течение двух сезонов. Через два года футболист стал игроком другого клуба третьего немецкого дивизиона «Шпандауэр-1894». Позже Росляков играл в командах немецких региональных лиг «Райниккендорфер Фюксе-1891», «Фортуна» из Магдебурга, «Гера 03», «Эльстернал». Завершил выступления на футбольных полях Андрей Росляков в 2006 году в нижележащем клубе «ОТГ-1902» из Геры.